# Reinhold Rau (Historiker)
Reinhold Rau (* 12. Dezember 1896 in Birkenfeld; † 12. November 1971 in Tübingen) war ein deutscher Gymnasiallehrer und Historiker.

## Leben
Reinhold Rau studierte Klassische Philologie und Geschichte an der Eberhard Karls Universität Tübingen und promovierte dort 1921. Als Gymnasialprofessor für Geschichte und alte Sprachen (er unterrichtete auch Hebräisch) war er am Uhland-Gymnasium Tübingen und von 1946 bis 1949 als ehrenamtlicher Leiter des Stadtarchivs Tübingen tätig. Nach dem Ausscheiden aus dem Dienst 1949 begann er mit seinen Forschungen zum Hausbuch (Geschichte der Altstadthäuser) und Familienbuch (15. bis 18. Jahrhundert) von Tübingen, was unveröffentlicht blieb, aber im Stadtarchiv im Nachlass von Rau aufbewahrt wird. Er war Lehrbeauftragter an der Universität Tübingen.
Rau gab mehrere Bände in der Reihe Ausgewählte Quellen zur deutschen Geschichte des Mittelalters heraus wie die Briefe des Bonifatius und Quellen zur karolingischen Reichsgeschichte (einschließlich Einhards Leben Karls des Großen). Er befasste sich intensiv mit der Heimatgeschichte von Tübingen und veröffentlichte darüber viel.

## Veröffentlichungen (Auswahl)
- Die Bücherei des D. Paul Phrygio. In: Blätter für württembergische Kirchengeschichte, 3. Folge, Bd. 49 (1949), S. 70–85.
- Zum Tübinger Vertrag 1514. In: Zeitschrift für württembergische Landesgeschichte, Bd. 9 (1949/1950), S. 147–174.
- Der Beitrag der Basler Hochschule zu den Anfängen der Universität Tübingen. In: Basler Zeitschrift für Geschichte und Altertum, Bd. 52 (1953), S. 17–36.
- (Hrsg.): Quellen zur karolingischen Reichsgeschichte (= Ausgewählte Quellen zur deutschen Geschichte des Mittelalters, Bd. 5–7). Rütten & Loening, Berlin 1956–1960
- Wilhelm von Urbach, Herr zu Altensteig. In: Zeitschrift für württembergische Landesgeschichte, Bd. 18 (1959), S. 154–162.
- Die Tübinger Jahre des Humanisten Johannes Alexander Brassicanus. In: Zeitschrift für württembergische Landesgeschichte, Bd. 19 (1960), S. 89–127.
- (Hrsg.): Die Tübinger Stadtrechte von 1388 und 1493 (= Veröffentlichungen des Stadtarchivs Tübingen, Bd. 2). Laupp, Tübingen 1964.
- Obrigkeit und Kirche in der Reichsstadt Esslingen nach dem Augsburger Religionsfrieden. In: Esslinger Studien, Bd. 10 (1964), S. 213–221.
- Vom Kleinbürgertum in Tübingen. In: Erich Maschke (Hrsg.): Gesellschaftliche Unterschichten in den südwestdeutschen Städten. Kohlhammer, Stuttgart 1967, S. 150–160.
- Matteo Gribaldi in Tübingen. In: Alemannisches Jahrbuch, Jg. 1968/1969, S. 38–87.
- Die Herren von Urbach zu Mundelsheim und Höpfigheim. In: Ludwigsburger Geschichtsblätter, Bd. 21 (1969), S. 56–65.
- Die Speth von Höpfigheim. In: Ludwigsburger Geschichtsblätter, Bd. 22 (1970), S. 7–15.
- (Hrsg.): Die ältesten Tübinger Steuerlisten (= Veröffentlichungen des Stadtarchivs Tübingen, Bd. 4). Laupp, Tübingen 1970.
- Beiträge zur Genealogie und Geschichte der Herren von Nippenburg. In: Ludwigsburger Geschichtsblätter, Bd. 23 (1971), S. 7–38.
- Frühe Handwerkerordnungen im württembergischen Raum. In: Erich Maschke (Hrsg.): Städtische Mittelschichten. Kohlhammer, Stuttgart 1972, S. 94–103.
- Die Herren von Bubenhofen in Leinstetten. In: Der Sülchgau, Jg. 1972, S. 9–20.
- Udo Rauch (Red.): Archivverzeichnis über das Tübinger Familienbuch. Eine unveröffentlicht gebliebene Studienarbeit zur älteren Tübinger Familienforschung aus dem Nachlaß von Gym.-Prof. Reinhold Rau (= Repertorien des Stadtarchivs, Bd. 2). Stadtarchiv Tübingen 1984.